# Яровое (Ленинградская область)
Яровое (до 1948 года Рокосина, фин. Rokosina) — посёлок в  Севастьяновском сельском поселении Приозерского района Ленинградской области.

## Название
По постановлению общего собрания колхозников колхоза «Знамя» зимой 1948 года деревня Рокосина получила наименование Яровая. Переименование было закреплено указом Президиума ВС РСФСР от 13 января 1949 года.

## История
- Деревня Рокосина на финской карте 1923 года

До 1939 года деревня Рокосина входила в состав волости Каукола Выборгской губернии Финляндской республики. 
С 1 января 1940 года в составе Карело-Финской ССР.
С 1 августа 1941 года по 31 июля 1944 года финская оккупация.
С 1 ноября 1944 года в составеКексгольмского района.
С 1 января 1949 года учитывается как деревня Яровое. В ходе укрупнения хозяйства к деревне были присоединены соседние селения Ринхимати и Минайоки.
С 1 июня 1954 года в составе Богатырёвского сельсовета.
С 1 февраля 1963 года — в составе Выборгского района.
С 1 января 1965 года — вновь в составе Приозерского района. 
По данным 1966, 1973 и 1990 годов посёлок Яровое входил в состав Богатырёвского сельсовета.
В 1997 году в посёлке Яровое Богатырёвской волости проживали 12 человек, в 2002 году — 11 человек (все русские).
В 2007 году в посёлке Яровое Севастьяновского СП проживали 8 человек, в 2010 году — 6 человек.

## География
Посёлок расположен в северной части района на автодороге 41К-761 (Севастьяново — Яровое), к югу от автодороги 41К-153 (Сапёрное — Кузнечное).
Расстояние до административного центра поселения — 3 км.
Расстояние до ближайшей железнодорожной станции Кузнечное — 13 км. 
Посёлок находится на западном берегу Невского озера.

## Демография
| 2007 | 2010 | 2017 |
| ---- | ---- | ---- |
| 8    | ↘6   | ↘5   |

## Улицы
Яркая.